# 伊奈波通駅
伊奈波通駅（いなばどおりえき）は、岐阜県岐阜市矢島町にあった名古屋鉄道岐阜市内線本線（長良線）の駅（停留場）である。
伊奈波神社の最寄り駅で、駅からは徒歩5分の距離であった。

## 歴史
岐阜市内線は美濃電気軌道の路線として1911年2月に岐阜駅前駅から今小町駅（のちに泉町駅に統合）までの区間が開通、同年10月にはその今小町駅からさらに本町駅までの区間が延伸された。当停留場はこの第2期開通区間の開業と同時に開設された。
戦後、当停留場を含む岐阜市内線の徹明町駅 - 長良北町駅間はモータリゼーションの進展もあり業績が振るわず、結局1988年に市内交通の妨げとなることから廃止された。当停留場もこれに合わせて廃駅となっている。
- 1911年（明治44年）10月7日 - 美濃電気軌道市内線の今小町駅 - 本町駅間の開通と同時に開業[6]。
- 1988年（昭和63年）6月1日 - 岐阜市内線の徹明町駅 - 長良北町駅間の廃止に伴い廃駅となる[6]。

## 停留場構造
併用軌道上に相対式2面2線の乗り場が設けられていた。駅舎はない。
折り返し用のポイント（分岐器）が設けられており、一部の便は当停留場で折り返し運転を行なっていた。

### 配線図
| ← 伊奈波通方面 | 伊奈波通駅 構内配線略図 | → 徹明町方面 |
| 凡例 出典:     |                         |              |

## その他
- 岐阜市内線は当停留場 - 長良橋間にクランク状の急カーブ（半径40 - 60 m）があったため、大型車は入線することができなかった[8]。そのため長良北町行きのほとんどはモ550形であった。伊奈波通駅の折り返し運転はその影響が無いため、モ570形も使用された。
- 全国選抜長良川中日花火大会（7月最終土曜日）と長良川全国花火大会（8月第一土曜日）の際は、伊奈波通駅 - 長良北町駅は運休し、伊奈波通駅での折り返し運転が行なわれていた。この区間運転は観客運搬のための増便が行なわれ、この時はモ590形やモ580形といった大型車も使用されたという。

## 隣の停留場
名古屋鉄道
岐阜市内線
大学病院前駅 - 伊奈波通駅 - 本町駅